# Тростянское муниципальное образование (Саратовская область)
Тростянское муниципальное образование — муниципальное образование со статусом сельского поселения в составе Балашовского района Саратовской области.
Административный центр — село Тростянка.
Главой поселения является Воеводин Владимир Иванович.

## Население
| 2010  | 2011  | 2012  | 2013  | 2014  | 2015  | 2016  |
| ----- | ----- | ----- | ----- | ----- | ----- | ----- |
| 2503  | ↘2502 | ↗2513 | ↗2527 | ↗2539 | ↗2547 | ↘2516 |
| 2017  | 2018  | 2019  | 2020  | 2021  | 2025  |       |
| ↘2506 | ↘2500 | ↘2495 | ↘2462 | ↘2386 | ↘2340 |       |

## Населённые пункты
На территории поселения находятся 4 населённых пункта — 1 село, 2 посёлка, 1 железнодорожная станция:
- село Тростянка — административный центр;
- посёлок Красная Зорька;
- посёлок Красная Кудрявка;
- железнодорожная станция Зорька.